# Odontura
Odontura is een geslacht van rechtvleugeligen uit de familie sabelsprinkhanen (Tettigoniidae). De wetenschappelijke naam van dit geslacht is voor het eerst geldig gepubliceerd in 1838 door Rambur.

## Soorten
Het geslacht Odontura omvat de volgende soorten:
- Odontura algerica Brunner von Wattenwyl, 1878
- Odontura arcuata Messina, 1981
- Odontura borrei Bolívar, 1878
- Odontura brevis Werner, 1932
- Odontura calaritana Costa, 1883
- Odontura glabricauda Charpentier, 1825
- Odontura liouvillei Werner, 1929
- Odontura maroccana Bolívar, 1908
- Odontura microptera Chopard, 1943
- Odontura moghrebica Morales-Agacino, 1950
- Odontura pulchra Bolívar, 1914
- Odontura quadridentata Krauss, 1893
- Odontura stenoxypha Fieber, 1853
- Odontura trilineata Haan, 1842
- Odontura uvarovi Werner, 1929
- Odontura aspericauda Rambur, 1838
- Odontura macphersoni Morales-Agacino, 1943